# Arquebisbat de Łódź
L' arquebisbat de Łódź (polonès: Archidiecezja łódzka, llatí: Archidioecesis Lodziensis) és una seu metropolitana de l'Església Catòlica a Polònia. Al 2013 tenia 1.410.000 batejats sobre una població de 1.490.000 habitants. Actualment està regida per l'arquebisbe Grzegorz Ryś.

## Territori
La diòcesi comprèn la part central del voivodat de Łódź.
La seu episcopal és la ciutat de Łódź, on es troba la catedral de Sant Estalinslau Kostka.
El territori s'estén sobre 5.200 km², i està dividit en 218 parròquies, agrupades en 35 vicariats.

## Història
La diòcesi de Łódź va ser erigida pel Papa Benet XV mitjançant la butlla Christi Domini del 10 de desembre de 1920, prenent el territori de l'arxidiòcesi de Varsòvia, de la que originàriament era sufragània.
El 28 d'octubre de 1925, després de la publicació de la butlla Vixdum Poloniae unitas del Papa Pius XI, la diòcesi patí algunes variacions territorials.
El 1939, el bisbe Kazimierz Tomczak va ser detingut pels nazis; el 1941 va ser internat a un monestir conjuntament amb el bisbe Jasiński, el qual no va poder tornar a la diòcesi fins al 1944, i no va ser fins al 1945 quan no va poder recuperar el govern.
El 25 de març de 1992, a l'àmbit de la reorganització de les diòcesis poloneses volguda pel Papa Joan Pau II amb la butlla Totus tuus Poloniae populus, cedí part del seu territori en benefici de l'erecció de la diòcesi de Łowicz, i contextualment va ser elevada al ranc d'arxidiòcesi immediatament subjecta a la Santa Seu.
El 24 de febrer de 2004 va ser finalment elevada a seu metropolitana mitjançant la butlla Spiritale incrementum, del Papa Joan Pau II.

## Cronologia episcopal
- Wincenty Tymieniecki † (11 d'abril de 1921 - 10 d'agost de 1934 mort)
- Włodzimierz Bronisław Jasiński † (30 de novembre de 1934 - 12 de desembre de 1946 jubilat)
- Michał Klepacz † (20 de desembre de 1946 - 29 de gener de 1967 mort)
- Józef Rozwadowski † (29 d'octubre de 1968 - 24 de gener de 1986 jubilat)
- Władysław Ziółek (24 de gener de 1986 - 11 de juliol de 2012 jubilat)
- Marek Jędraszewski (11 de juliol de 2012 - 8 de desembre de 2016 nomenat arquebisbe de Cracòvia)
- Grzegorz Ryś (des del 4 de novembre de 2017)

## Estadístiques
A finals del 2013, la diòcesi tenia 1.410.000 batejats sobre una població de 1.490.000 persones, equivalent al 94,6% del total.
| any  | població  | població  | població | sacerdots | sacerdots       | sacerdots       | sacerdots             | diaques | religiosos | religiosos | parròquies |
| ---- | --------- | --------- | -------- | --------- | --------------- | --------------- | --------------------- | ------- | ---------- | ---------- | ---------- |
| any  | batejats  | total     | %        | total     | clergat secular | clergat regular | batejats por sacerdot | diaques | homes      | dones      |            |
| 1950 | 1.000.000 | 1.100.000 | 90,9     | 314       | 238             | 76              | 3.184                 |         | 140        | 553        | 138        |
| 1970 | 1.150.000 | 1.350.000 | 85,2     | 485       | 374             | 111             | 2.371                 |         | 163        | 820        | 147        |
| 1980 | 1.361.000 | 1.489.000 | 91,4     | 529       | 400             | 129             | 2.572                 |         | 176        | 820        | 157        |
| 1990 | 1.592.100 | 1.700.000 | 93,7     | 611       | 469             | 142             | 2.605                 |         | 338        | 842        | 204        |
| 1999 | 1.470.000 | 1.550.000 | 94,8     | 675       | 520             | 155             | 2.177                 |         | 378        | 672        | 209        |
| 2000 | 1.465.000 | 1.545.000 | 94,8     | 682       | 527             | 155             | 2.148                 |         | 344        | 678        | 209        |
| 2001 | 1.460.000 | 1.540.000 | 94,8     | 676       | 546             | 130             | 2.159                 |         | 346        | 677        | 211        |
| 2002 | 1.460.000 | 1.540.000 | 94,8     | 692       | 559             | 133             | 2.109                 |         | 336        | 570        | 212        |
| 2003 | 1.460.000 | 1.540.000 | 94,8     | 690       | 558             | 132             | 2.115                 |         | 338        | 559        | 212        |
| 2004 | 1.460.000 | 1.540.000 | 94,8     | 748       | 564             | 184             | 1.951                 |         | 400        | 585        | 212        |
| 2013 | 1.410.000 | 1.490.000 | 94,6     | 763       | 573             | 190             | 1.847                 |         | 240        | 519        | 218        |